# Милиган (Небраска)
Милиган (енгл. Milligan) град је у америчкој савезној држави Небраска.

## Демографија
По попису из 2010. године број становника је 285, што је 30 (-9,5%) становника мање него 2000. године.
| Група             | 2000.       | 2010.       |
| Белци             | 308 (97,8%) | 277 (97,2%) |
| Афроамериканци    | 0 (0,0%)    | 0 (0,0%)    |
| Азијати           | 0 (0,0%)    | 1 (0,4%)    |
| Хиспаноамериканци | 1 (0,3%)    | 3 (1,1%)    |
| Укупно            | 315         | 285         |